# Olho por olho (algoritmo)

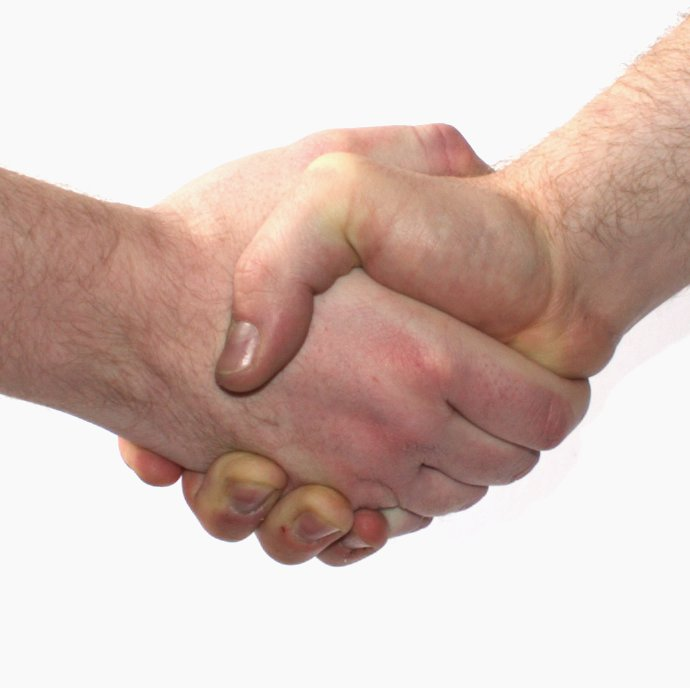
Nas culturas empresariais ocidentais, um aperto de mão ao conhecer alguém é um sinal de cooperação inicial.

Olho por olho, inspirado na lei de talião, é o algoritmo vencedor em dois experimentos de Robert Axelrod com soluções para o dilema do prisioneiro.
O algoritmo é simples: na primeira interação, "olho por olho" coopera com o outro prisioneiro.  A partir da segunda, age exatamente da mesma forma como seu algoritmo parceiro agiu na interação anterior.